# Ion Nicolaescu
Ion Nicolaescu, né le 7 septembre 1998 à Chișinău, est un footballeur international moldave évoluant au poste d'attaquant au Maccabi Tel Aviv.

## Biographie

### Carrière en club
Le 20 mai 2016, Nicolaescu fait ses débuts professionnels avec le Zimbru Chișinău dans la Divizia Națională contre l'Academia Chișinău, en tant que remplaçant à la 65e minute.

#### DAC Dunajská Streda (2020-2022)
Le 16 septembre 2020, il rejoint le club slovaque de DAC Dunajská Streda.
Deux jours après son arrivée au club, il marque deux buts lors d'une victoire 5-3 sur FK Jablonec, faisant avancer l'équipe slovaque au troisième tour des éliminatoires de l'UEFA Europa League.

#### Beitar Jérusalem (depuis 2022)
Le 23 septembre 2022, il rejoint le Beitar Jérusalem pour deux saisons. Titulaire indiscutable avec le club, il marque 15 buts et délivre 8 passes décisives et devient ainsi 4e meilleur buteur et 5e meilleur passeur du championnat israélien pour la saison 2022-2023.

### Carrière en sélection
Ion Nicolaescu reçoit sa première sélection en équipe nationale le 8 septembre 2018, lors d'un match de la Ligue des nations 2018-2019, contre la Luxembourg (défaite 4-0). Il rentre en jeu à la 62e minute, remplaçant Radu Gînsari.
Lors d'un match des éliminatoires pour l'Euro 2024, il marque un doublé contre la Pologne (victoire 3-2), marquant son 11e et 12e buts pour la Moldavie et devenant le meilleur buteur de la sélection moldave, devançant Serghei Cleșcenco (11 buts).